# Gouwekerk
De Gouwekerk (voorheen Sint-Jozefkerk) is een voormalige rooms-katholieke neogotische kruiskerk in de Nederlandse stad Gouda. De kerk is gelegen aan de Hoge Gouwe in de Goudse binnenstad en stamt uit het begin van de twintigste eeuw.
De Gouwekerk is een kruiskerk, opgetrokken uit rode baksteen. Op de kruising van het dak bevindt zich een zeshoekige, deels opengewerkte spits. Deze vieringtoren is vanuit de verre omgeving te zien en is met een hoogte van circa 80 meter het hoogste punt van de stad.

## Geschiedenis
In de eerste helft van de 17e eeuw werd aan de Hoge Gouwe te Gouda een rooms-katholieke schuilkerk gesticht door de franciscaner pater Gregorius Simpernel. Aanvankelijk vonden de erediensten plaats in een huis "Het Cromhout", dat in 1732 vervangen werd door een nieuwgebouwde schuilkerk.
Nadat deze kerk was afgebrand in 1767 werd een nieuwe kerk gebouwd naar een ontwerp van waarschijnlijk Pieter de Swart. In 1853 werd deze kerk, na het herstel van de bisschoppelijke hiërarchie in Nederland, officieel een parochiekerk, die als naam kreeg de Sint-Jozefkerk. De voor de kerk gelegen bebouwing werd in 1877 afgebroken. Zo'n tien jaar later werd op een naastgelegen perceel door de Goudse architect C.P.W. Dessing een nieuwe pastorie in neorenaissancestijl gebouwd. Dezelfde architect-aannemer kreeg ook de opdracht om een nieuw kerk te ontwerpen en te bouwen. Tussen 1902 en 1904 werd de nieuwe neogotische Sint-Jozefkerk gebouwd. De kerk werd door de Goudse bevolking de Gouwekerk genoemd.
In de zestiger jaren van de 20e eeuw werd de kerk verlaten door de Franciscanen en kwam de kerk in gebruik bij de parochie Onze Lieve Vrouwe Hemelvaart. De Kleiwegkerk van deze parochie was in 1964/1965 afgebroken. In de jaren zeventig werd door het kerkbestuur besloten de kerk te verkopen. Sinds 1979 is de kerk eigendom van de stichting Johan Maasbach Wereldzending. In 2018 werd de kerk verkocht aan een particuliere investeerder. Eind 2018 stond de kerk leeg en werd er tijdelijk een ijsbaan in geëxploiteerd.
De kerk werd in 1978 ingeschreven in het rijksmonumentenregister.

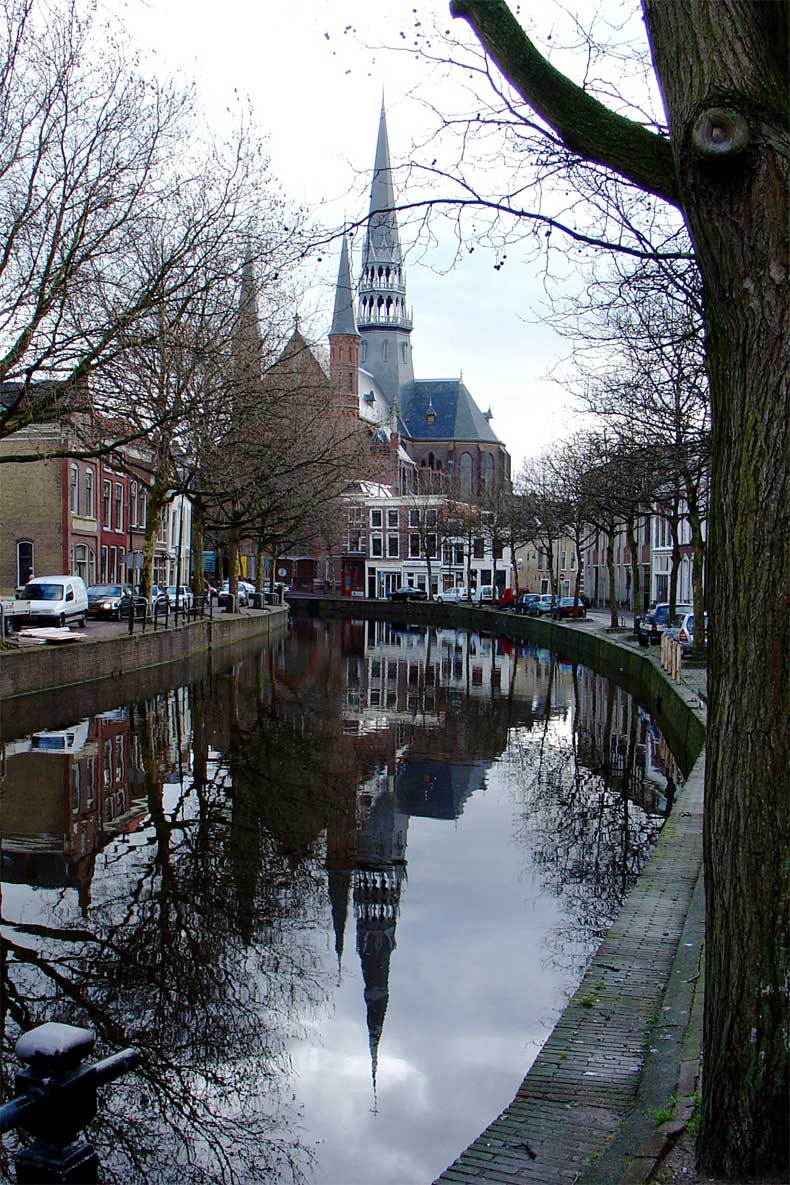
De kerk gezien vanaf de Hoge Gouwe
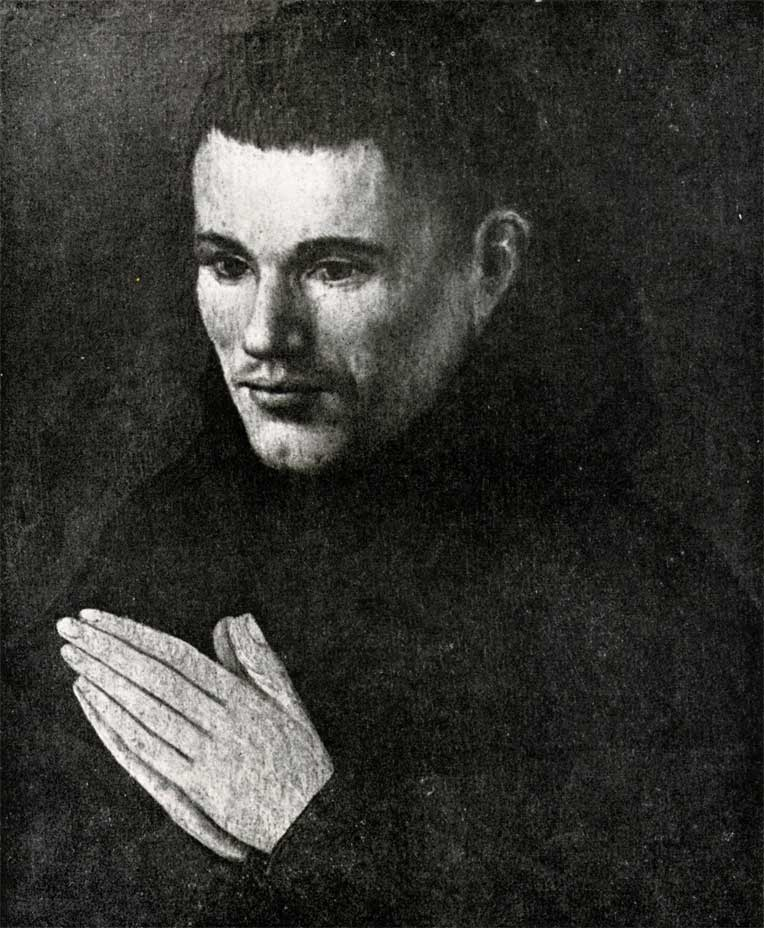
Gregorius Simpernel (†1649) stichter van de minderbroederstatie
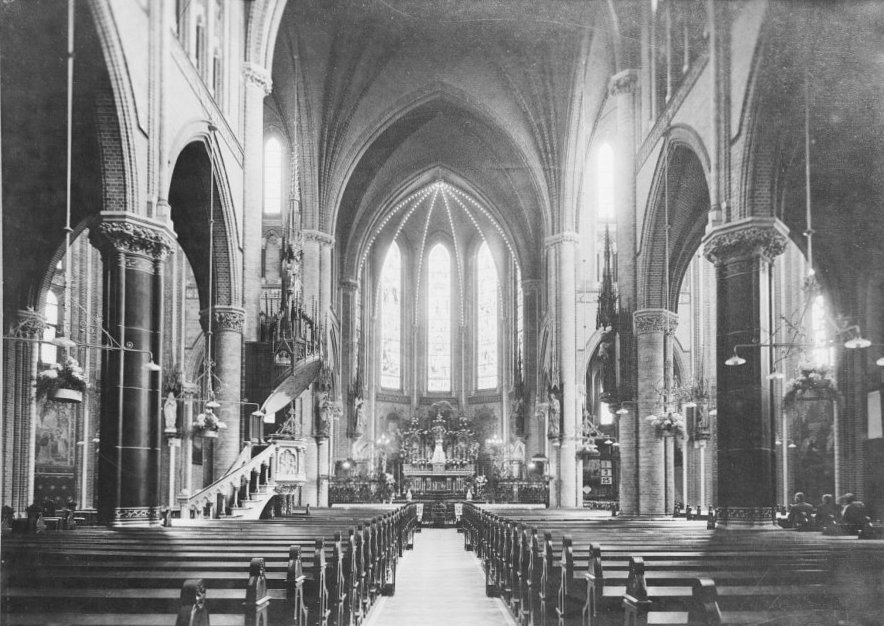
Interieur 1972
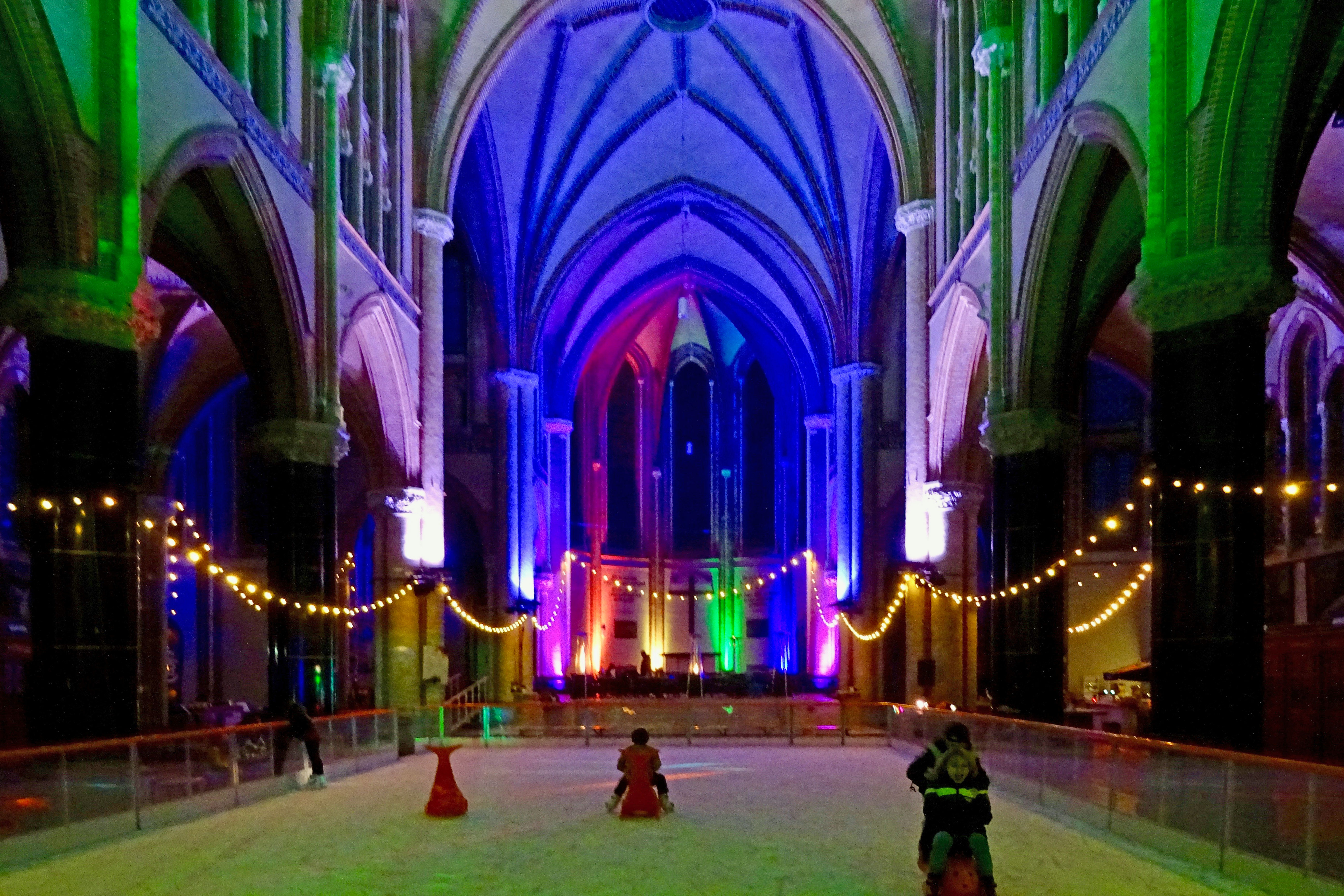
De Gouwekerk anno 2018 tijdelijk ingericht als ijsbaan